# Richard Clark
Richard Clark es un ejecutivo inglés de Londres, Inglaterra. En la actualidad es director general de Caprice Holdings Ltd.

## Primeros años y educación
Richard nació el 16 de noviembre de 1981 en Colchester, Essex, Reino Unido, hijo de Christine Mark Clark y David William Clark, también tiene un hermano gemelo llamado Jonathan Simon Frederick Clark. Se casó en 2018 con Rachael Ann Barham con quien etiene dos hijas gemelas llamadas India Lily Clark e Isla Rose Clark.
Richard realizó sus estudios en la Holmwood House School y en la Ipswich School, ambas en Inglaterra, luego asistió a la Universidad de Sheffield, donde leyó Ciencias Políticas y también a la Universidad de Essex, donde leyó Derecho.

## Carrera profesional
Richard comenzó su carrera en Lloyds Banking Group en 2002 antes de adquirir experiencia en Citigroup. Comenzó su carrera en la hostelería en el Grupo Elysium como Director de Operaciones. En 2016 se unió a CAU y a Gaucho Restaurant Group, la marca argentina con sede en Londres, como Director de Operaciones y luego director general.
En 2019, tras un periodo en Harbour Hotels Group, se unió a Ivy Collection y Caprice Holdings Ltd cuando progresó de Director de Operaciones a director general.